# 785
| [ Edytuj tabelę ]          |                                                   |
| Król Asturii               | - 783 Mauregato 788                               |
| Cesarz Bizancjum           | - 780 Konstantyn VI 797                           |
| Chan Bułgarii              | - 777 Kardam 803                                  |
| Cesarz Chin                | - 780 Tang Dezong 805                             |
| Król Essexu                | - 758 Sigeric 798                                 |
| Król Franków               | - 768 Karol Wielki 814 - 781 Ludwik I Pobożny 814 |
| Cesarz Japonii             | - 781 Kammu 806                                   |
| Kalif                      | - 775 Al-Mahdi 785 - 785 Al-Hadi 786              |
| Król Kentu                 | - 784 Ealhmund 785 - 785 Offa 796                 |
| Patriarcha Konstantynopola | - 784 Tarazjusz 806                               |
| Król Mercji                | - 757 Offa 796                                    |
| Król Nortumbrii            | - 779 Elfwald I 788                               |
| Papież                     | - 772 Hadrian I 795                               |
| Doża Wenecji               | - 764 Maurizio Galbaio 787                        |
| Król Wessexu               | - 757 Cynewulf 786                                |

Rok 785 / DCCLXXXV
stulecia: VII wiek ~
VIII wiek ~
IX wiek

lata: 775 «
780 «
781 «
782 «
783 «
784 «
785
» 786
» 787
» 788
» 789
» 790
» 795

## Wydarzenia
- Wódz saski Widukind przeszedł na stronę Franków i zgodził się na chrzest.

## Urodzili się
- Hyech'ol – koreański mistrz sŏn (jap. zen) (zm. 861)
- Muhammad ibn al-Fadl al-Dżardżara’i – wezyr w Kalifacie Abbasydów (ok. tego roku, zm. 864/865)

## Zmarli
- K’ahk’ Tiliw Chan Yopaat, majański władca Quirigua (ur. ?)